# Holcobius pikoensis
Holcobius pikoensis är en skalbaggsart som beskrevs av Perkins 1935. Holcobius pikoensis ingår i släktet Holcobius och familjen trägnagare. Inga underarter finns listade i Catalogue of Life.